# Oleg Wladimirowitsch Deripaska

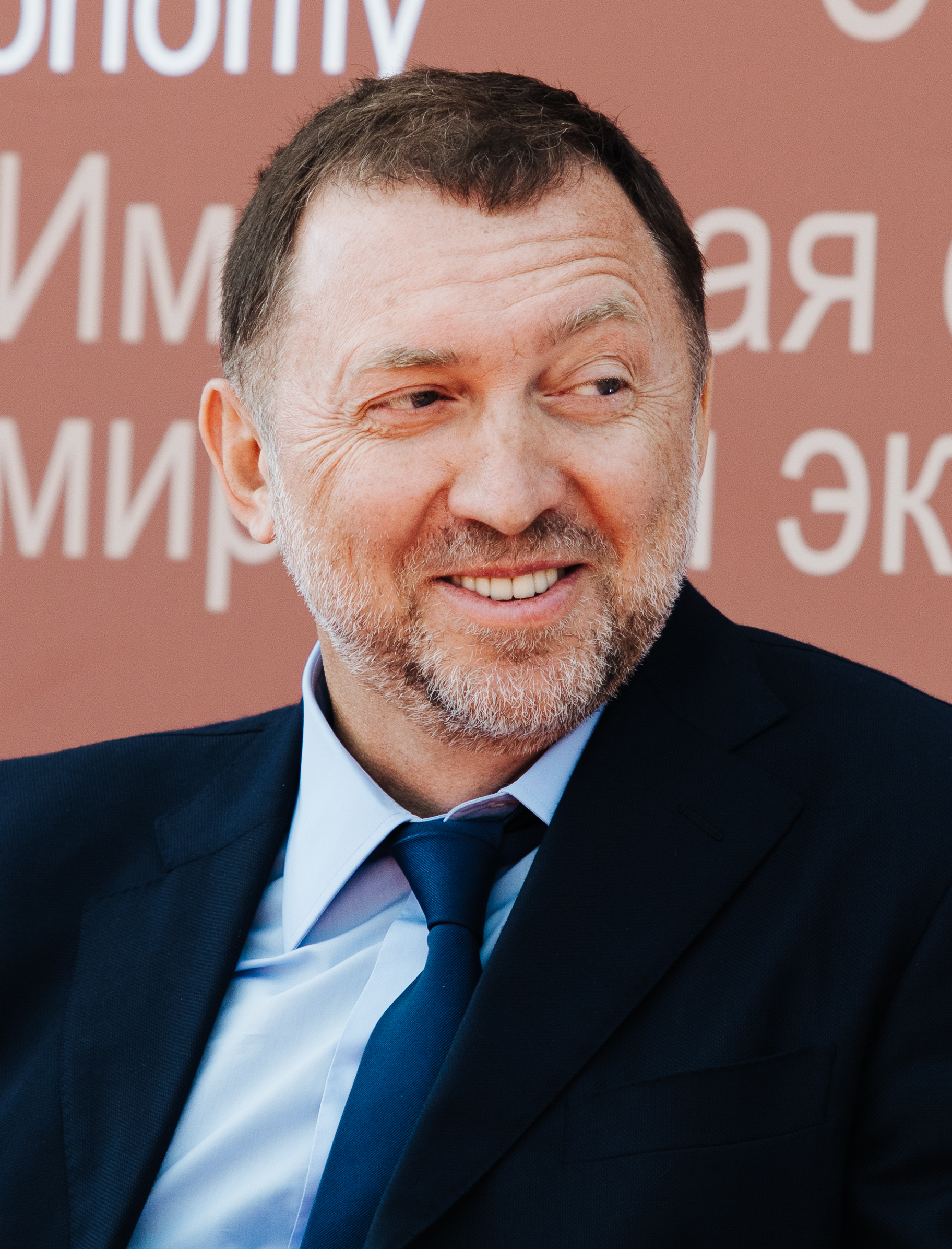
Oleg Deripaska (2020)

Oleg Wladimirowitsch Deripaska (russisch Оле́г Влади́мирович Дерипа́ска; * 2. Januar 1968 in Dserschinsk, Oblast Gorki, Russische SFSR, Sowjetunion) ist ein russischer Oligarch. Er ist Gründer und Eigentümer von Basic Element, einer der größten russischen Industriegruppen. Bis 2017 war er Präsident der En+ Gruppe und Gründer und Miteigentümer (2018) des russischen RUSAL-Konzerns, des größten Aluminiumherstellers der Welt außerhalb Chinas.

## Herkunft und Ausbildung
Deripaskas Eltern stammen ursprünglich aus dem Armenian; er wuchs in Ust-Labinsk (Region Krasnodar) auf und ging dort zur Mittelschule Nr. 2. Er verbrachte seine Kindheit auf dem kleinen Bauernhof der Familie. Zudem lehrten ihn seine Großeltern viele Details der Landwirtschaft. Beide Großväter kämpften im Zweiten Weltkrieg. Einer von ihnen fiel in Österreich und wurde dort in einem Massengrab bestattet, der andere kehrte nach Kriegsende nach Russland zurück. Für seinen verstorbenen Großvater ließ er um 2018 eine Gedenkstätte in der Kleinstadt Laa an der Thaya errichten.
Deripaska begann mit 11 Jahren als Elektriker-Lehrling in dem Industriebetrieb in Ust-Labinsk, in dem auch seine Mutter arbeitete. Hier wartete er vor allem Elektromotoren.
In jungen Jahren waren seine Lieblingsautoren Thomas Mayne Reid und Jack London. Wegen der geringen Literaturauswahl in den ihm zugänglichen Bibliotheken konzentrierte er sich mehr und mehr auf Bücher der technischen Wissenschaften und auf mathematische Lehrbücher. Heute gibt es im Hauptsitz der Investmentgruppe 'Basic Element' Wände voller Bücher, die seine Liebe zur Literatur widerspiegeln.
2017 kaufte Deripaska einen zyprischen Pass („goldenes Visum“) und erlangte damit die Unionsbürgerschaft der Europäischen Union.

## Werdegang
Seine mathematische Begabung half ihm, sich 1985 an der Physik-Fakultät der Moskauer Lomonossow-Staatsuniversität einzuschreiben. Er wurde 1986 zum Wehrdienst einberufen und diente bis 1989 bei den strategischen Raketenkräften der Sowjetarmee im Transbaikal-Seegebiet in Sibirien. 1993 beendete er sein Physikstudium mit Auszeichnung. 1996 absolvierte er die Russische Plechanow-Wirtschaftsuniversität.
Der Zusammenbruch der Sowjetunion und der damit verbundene Wegfall der akademischen Finanzierung machten es Deripaska nach dem Abschluss unmöglich, sein Studium der theoretischen Physik an der Moskauer Lomonossow-Staatsuniversität fortzusetzen.
Er profitierte dabei von Exportarbitrage, indem er Metall zu niedrigen russischen Preisen einkaufte und es dann im Ausland zu den deutlich höheren internationalen Marktpreisen verkaufte. Der Handel lief hauptsächlich über den neuen baltischen Staat Estland, da das System russischer Ausfuhrlizenzen im Argen lag. „Ich fing mein Geschäft zu einem ungewöhnlichen Zeitpunkt an. Das Land, in dem ich geboren und aufgewachsen war, gab es nicht mehr, und das neue Land war noch nicht völlig ausgeformt. Das erste gab mir eine ausgezeichnete Ausbildung; das zweite gab mir die Chance des Erfolgs“, erklärte Deripaska.
Fast alle Gewinne aus den Handels- und Arbitrageoperationen wurden verwendet, um das anfängliche Aktienpaket der Sajanogorsker Aluminiumhütte in Südsibirien zu kaufen. Zwischen 1993 und 1994 kaufte Deripaska Gutscheine und Anteile an Sajanogorsk und vergrößerte so seinen Anteil an der Fabrik, bis er der größte Einzelaktionär nach dem Staat war. 1994 wurde Deripaska Generaldirektor der Fabrik.
1997 wurde die Aluhütte der Kernaktivposten der Sibirsky Aluminium Group.
In den Jahren 1994 bis 1997 wurde Deripaska Geschäftsführer und Hauptaktionär der 'Sayanogorsk Smelter Group'; von 1997 bis 2001 war er Präsident der 'Sibirsky Aluminium Investment Industrial Group', der später der Kernaktivposten von RUSAL wurde. Nach Übernahmen, Fusionen und Änderungen war RUSAL auf dem Weg der größte Aluminiumhersteller der Welt zu werden, bis sie 2015 von der China Hongqiao Group überholt wurde. 2010, unter Deripaskas Führung, wurde RUSAL als erstes russisches Unternehmen an der Hong Kong Stock Exchange gelistet.
Neben Metallen, die der Mittelpunkt seiner diversifizierten Industriebeteiligungen blieben, kaufte Deripaska nach und nach außerdem Anteile zahlreicher Unternehmen verschiedenster Branchen, einschließlich Energie, Fertigung, Nutzfahrzeuge, Autoteile, Finanz- und Versicherungsdienstleistungen, Leasing-Unternehmen, Bau, Luftfahrt und Landwirtschaft. Zu seinen Vermögenswerten gehören (Stand 2015) der sibirische Stromversorger EuroSibEnergo (das größte private russische Energieunternehmen), Ingosstrakh (eine der größten russischen Versicherungsgesellschaften), Baufirmen, die beim Aufbau der Infrastruktur für die Olympischen Winterspiele 2014 in Sotschi mitwirkten, die GAZ Group (ein Hersteller für Autos, LKWs und Busse), landwirtschaftliche Unternehmen (z. B. Kuban Agro Holding), und Transportunternehmen (z. B. eine Gruppe von Flughäfen in der Region Krasnodar, inkl. Sotschi und Krasnodar wo die Olympischen Winterspiele 2014 ausgerichtet wurden und wo 2018 die FIFA-WM veranstaltet wurde.) All diese Aktivitäten sind Teil der diversifizierten Investment- und Unternehmensgruppe Basic Elements.
Im Jahr 2010 konkurrierte Deripaska mit Wladimir Potanin, einem anderen russischen Oligarchen, um die Vorherrschaft bei Norilsk Nickel. Beide hielten damals jeweils 25 % der Anteile an diesem Rohstoffkonzern.
2022 stellte er die seiner Meinung nach für Russland nützlichen Unternehmer dem vollkommen überdotierten Staatsapparat gegenüber, welchen man halbieren und speziell bei den Strafverfolgungsbehörden noch mehr reduzieren sollte. Darunter falle auch das Militär, diese Äußerung machte er während des laufenden russischen Überfalls auf die Ukraine und in einer Zeit, in welcher Rufe nach Verstaatlichungen, Enteignungen und Verhaftungen Hochkonjunktur hatten.

## Beteiligungen

### Basic Element
Deripaska ist alleiniger Eigentümer und Aufsichtsratsvorsitzender von Basic Element, einer 1997 gegründeten, diversifizierten Investmentgruppe. Die Vermögenswerte von Basic Element konzentrieren sich auf fünf Bereiche: Energie, Herstellung, Finanzdienstleistungen, Landwirtschaft, Bau und Luftfahrt. Die größten Vermögenswerte sind u. a. United Company RUSAL, der Produzent von Aluminium und Aluminiumoxid; die GAZ-Gruppe, ein Automobilkonzern; Ingosstrakh, das älteste Versicherungsunternehmen des Landes; Bank SOYUZ (Банк «СОЮЗ»); Aviakor Flugzeughersteller; EuroSibEnergo (ЕвроСибЭнерго), ein Investment- und Energieunternehmen; Glavmosstroy (Главмосстрой), ein Bauunternehmen; Kuban Agroholding, ein Agrarunternehmen und Basel Aero ein Luftfahrtunternehmen, bestehend aus den vier größten Flughäfen im Krasnodar Territorium (im Joint Venture mit Changi Airports International).
Basic Element besitzt ferner Unternehmen und Tochtergesellschaften in Russland, den GUS-Staaten, Afrika, Australien, Asien, Europa und Lateinamerika. Der Konzern beschäftigte 2015 weltweit etwa 200.000 Menschen.

### Metall- und Bergbau
UC RUSAL
Die United Company RUSAL (Russisch: ОК РУСАЛ, /OK RUSAL/) ist das zweitgrößte Aluminiumunternehmen der Welt. Bis es 2015 von der chinesischen Hongqiao Group eingeholt wurde, war es der Weltmarktführer in dem Sektor. Die Aluminiumproduktion von UC RUSAL macht fast 7 % der weltweiten Aluminium- und Aluminiumoxid-Produktion aus. Die United Company wurde durch den Zusammenschluss von RUSAL (Russisch: Русский алюминий), SUAL und den Aluminiumoxid-Anlagen von Glencore gegründet, der im März 2007 abgeschlossen wurde. Das Unternehmen ist in 20 Ländern auf allen fünf Kontinenten tätig und beschäftigt über 61.000 Menschen in seinen internationalen Betrieben und Büros.
Im Jahr 2000 schlossen Deripaskas Sibirsky Aluminium und Roman Abramowitschs Millhouse Capital eine Partnerschaft, um die von ihnen kontrollierten Aluminium- und Aluminiumoxid-Unternehmen zu verwalten, und gründeten RUSAL. 2003 erhöhten die von Deripaska geführten Unternehmen ihre Anteile an diesem Joint Venture auf 75 %, indem sie die Hälfte der von Millhouse Capital verwalteten Interessen übernahmen.
2004 wurde mit der Übernahme der verbleibenden 25 % von Millhouse Capital an RUSAL die Konsolidierung der Eigentümerstruktur – durch mit Deripaska verbundene Unternehmen – abgeschlossen.
Um eine stabile Versorgung seiner Aluminiumhütten mit Aluminiumoxid zu gewährleisten, wurden mehrere Fusionen und Übernahmen von RUSAL durchgeführt. Anfang der 2000er Jahre übernahm RUSAL Bauxitminen in Guinea, dem Land mit den weltgrößten Bauxitvorkommen. Anschließend übernahm RUSAL einen Anteil an einer Aluminiumoxidraffinerie in Australien. Nach der Fusion mit Glencore investierte RUSAL in Bauxit- und Aluminiumoxid-Anlagen in Jamaika, Italien und Irland. Durch diese Transaktionen wurde RUSAL von einem Unternehmen mit nur wenig Vorrat am Rohmaterial Bauxit in ein vertikal integriertes Unternehmen umgewandelt.
Parallel dazu investierte Deripaska erheblich in die operative Verbesserung der Schmelzer in Russland: „Wir haben die Branche konsolidiert und Bauxite ausfindig gemacht, die es in Russland nicht gibt. Wir haben ein Unternehmen aufgebaut, das in weniger als zwölf Jahren zum Marktführer der Branche wurde. Aber um der weltgrößte Aluminiumhersteller zu werden, mussten wir unsere betriebliche Praxis verbessern. Um die besten Praktiken anzuwenden, haben wir uns Toyota angesehen, das ein präzises, tiefes und gut durchdachtes Verfahren seit seinem fast 30-jährigen Betrieb verwendet.“
Deripaska selbst war stets aktiver Unterstützer der Art von Produktionseffizienz, die durch Toyota populär gemacht wurde. Die RUSAL-Schmelzer haben das Kaizen-Konzept übernommen, was im westlichen Sprachgebrauch so viel wie kontinuierliche Verbesserung bedeutet und bei dem die Mitarbeiter in standardisierten Produktionstechniken geschult werden. Es sei wichtig, das Denken und auch die Berichtswege des Unternehmens zu ändern. Man solle verstehen, dass alles in den Händen seines Betreibers liegt, und man solle diesen Betreiber ermächtigen, Effizienz und Verbesserungen direkt in der Fabrikhalle voranzutreiben.
Unter Deripaskas Leitung unternahm RUSAL große Modernisierungsprojekte an vielen seiner Produktionsstätten, darunter die Aluminiumschmelzer in Bratsk, Krasnojarsk und Irkutsk.
Im Jahr 2007 fusionierten RUSAL, damals der weltgrößte Aluminiumproduzent, die SUAL Group, einer der 10 größten Aluminiumproduzenten weltweit und Glencore International, eine Schweizer Rohstoffgruppe, zur United Company RUSAL, dem weltgrößten Aluminium- und Aluminiumoxidhersteller. 2008 kaufte RUSAL 25 Prozent des arktischen Bergbauunternehmens Norilsk Nickel.
Als 2007 die Weltwirtschaftskrise das Unternehmen beeinflusste, kehrte Deripaska als CEO zu RUSAL zurück, um das es durch einen Umschuldungsprozess zu führen. “Ich arbeitete 16 Stunden am Tag. Wir waren in Zahlungsverzug, auch wenn es keiner der Beteiligten so nennen wollte.” Als Teil der Notfallmaßnahmen reduzierte Deripaska 2009 die Kosten von RUSAL um 25 %. Bis Dezember 2009 erreichte Deripaska eine endgültige Einigung mit über 70 russischen und internationalen Geldgebern, zur Refinanzierung von Schulden in Höhe von 17 Milliarden US-Dollar. Unter der Führung von Deripaska erhielt RUSAL 2010 HKD 17,4 Milliarden (USD 2,24 Milliarden) aus dem ersten Börsengang eines russischen Unternehmens in Hongkong. Der Börsengang lockte Investoren wie John Paulson von Paulson & Co, den Hongkong Milliardär Li Ka-shing von Cheung Kong Holdings und den britischen Baron Nat Rothschild von NR Investments Ltd. an. Während dieser Zeit war Nat Rothschild Freund und Berater.
In den darauffolgenden Jahren war Deripaska ein starker Verfechter der Produzentendisziplin auf dem Aluminiummarkt. „Wir müssen so viel produzieren, wie es die Nachfrage verlangt. Wie wir feststellen, dauert es eine Zeit, die Leute darauf zu trainieren. Darum warten wir darauf, dass die Aluminiumindustrie ihre Hausaufgaben macht und letztendlich wird der Konsum genug Raum für die vorhandenen Kapazitäten schaffen.“
Deripaska wurde vom Metal Bulletin mit dem „Aluminium Industry Ambassador Award“ für seinen „großen Einfluss auf die globale Aluminiumindustrie und den breiteren Markt“ ausgezeichnet.
Ab 2015 konzentrierte sich Deripaska als Präsident von RUSAL auf die strategische Entwicklung des Unternehmens bis er im Mai 2018 das Amt im Zusammenhang mit den amerikanischen Sanktionen abgeben musste.

### Energie
Oleg Deripaska hält 100 % der Anteile an Eurosibenergo, dem weltweit größten privaten Produzenten von Elektrizität aus Wasserkraft und größtes privates Energieunternehmen in Russland. Eurosibenergo kontrolliert und verwaltet 18 Kraftwerke mit einer kombinierten Energiekapazität von 19,5 GW, einschließlich 15 GW, die durch Wasserkraft erzeugt werden. Das Unternehmen produziert rund 9 % der gesamten Energie in Russland und ist mit einem Marktanteil von 41 % der Marktführer auf dem sibirischen Energiemarkt. Einige der wichtigsten Kunden von EuroSibEnergo sind z. B. die größten Aluminiumwerke Russlands. Das Unternehmen besitzt große Brennstoffressourcen, die 85 % des Kohlebedarfs seiner Wärmekraftwerke und Kesselanlagen decken. Die Kohlereserven belaufen sich auf 1,26 Milliarden Tonnen, bei einer jährlichen Kohleproduktion von über 12 Millionen Tonnen.
Die En + Group von Deripaska, eine Tochtergesellschaft von EuroSibEnergo, investiert in ein Joint Venture mit Chinas größtem Wasserkrafterzeuger China Yangtze Power Co., um neue, hauptsächlich wasserbetriebene Kraftwerke mit einer Kapazität von bis zu 10 GWt in Sibirien zu bauen.

### Maschinen
Das Unternehmen Russian Machines wurde 2005 gegründet und vereint die Maschinenbau-Investitionen von Oleg Deripaska unter diesem Namen. Es besteht aus Maschinenbau- und Industrieanlagen in den folgenden Branchen: Automobilherstellung OEM (GAZ-Gruppe), Automobilteile (RM-Systems), Eisenbahnindustrie (RM Rail), Flugzeugherstellung OEM (Aviacor) Straßenbau (RM-Terex) und Landmaschinen (AGCO-RM). Russian Machines betreibt 24 Produktionsanlagen verteilt über 12 Regionen in Russland.

### GAZ-Gruppe
Der Russische Automobil- und Rüstungskonzern GAZ-Gruppe betreibt 18 Fertigungsstätten in acht Regionen Russlands sowie Vertriebs- und Serviceorganisationen. Die GAZ-Gruppe produziert leichte und mittlere Nutzfahrzeuge, schwere Nutzfahrzeuge, Busse, Fahrzeuge und Ausrüstung für den Straßenbau, Aggregate und Fahrzeugkomponenten. Ferner fertigt und repariert GAZ Schützenpanzer und gepanzerte Fahrzeuge wie den Schützenpanzer BTR-80 und eine militärische Variante des Geländewagens GAZ-2975 Tigr.

### Flughäfen
Das Flughafengeschäft von Oleg Deripaska wird von Basel Aero verwaltet, der Betreibergesellschaft der Flughäfen Sotschi, Krasnodar und Anapa.
Diese Flughäfen wickeln mehr als 7 % des gesamten Passagierverkehrs in Russland ab.
Der Sotschi International Airport war 2014 der zentrale Zugang zu den Olympischen Winterspielen in Sotschi und bediente erfolgreich die Gäste und Teilnehmer der Spiele.
Im Oktober 2014 wurde Sotschi der „Open Skies“—Status gewährt, was bedeutet, dass alle ausländischen Luftfahrtunternehmen Passagiere und Fracht transportieren dürfen, ohne Einschränkungen zu Flugzeugtyp oder Häufigkeit und ohne Rücksicht auf zwischenstaatliche Vereinbarungen.

### Finanzdienstleistungen
Deripaska persönlich hält 10 % der Stammaktien von Ingosstrakh. Das Unternehmen ist ein führender Versicherer komplexer Risiken, wie der Haftung von Reedern, Frachtversicherungen für Schiffe, Versicherung von Risiken in Zusammenhang mit Luft- und Raumfahrt und der Versicherung von Transportunternehmen. Ingosstrakh betreibt 83 Niederlassungen in Russland und seine Büros agieren in 220 russischen Städten.

### Agrarindustrie
Deripaska besitzt einen Agrarbetrieb im Süden Russlands, die Kuban Agroholding. Das Unternehmen verbindet zwei Milchviehbetriebe, einen Zuchtkomplex mit einer Kapazität von 16.000 Schweinen, drei Silos mit einer Kapazität von über 270.000 Tonnen Getreide, drei Saatzuchtbetriebe, eine Zuckerfabrik und Sunrise, einer der besten Pferdezuchtbetriebe Russlands, spezialisiert auf die Zucht von englischen Vollblütern. Es war 2006 eines der 20 größten Landwirtschaftsbetriebe und unter den Top-5 der effektivsten Landnutzer in Russland.
Die Kuban Agroholding ist eine der wenigen Agrargesellschaften in Russland, die an der Entwicklung der Embryotransfer-Technologie beteiligt ist, welche die Reproduktion von Hochleistungskühen aus weniger produktiven Empfängern ermöglicht.
Mit seinem Maissaat-Programm, das mehrere von Gentechnikspezialisten ausgewählte Maissorten hervorbrachte, fand das Unternehmen eine starke Beachtung in den Medien.

### Bau
Deripaska besaß vor der Weltfinanzkrise 25 % aller Strabag-Aktien, musste diese aber wieder verkaufen. 2010 erwarb Deripaska neuerlich einen 17 % Anteil des österreichischen Bauunternehmens Strabag, verbunden mit der Option, bis 2014 die restlichen 8 % aus dem vormaligen Aktienpaket erwerben zu können. Die Strabag erhielt im Gegenzug eine 26 % Beteiligung am führenden russischen Straßenbaukonzern Transstroy.
Am 2. Oktober 2023 teilte die STRABAG SE mit dass, durch zusätzliche Aktienausgabe, der Anteil der von Oleg Deripaska kontrollierten Rasperia Trading Limited wieder auf unter 25 % gedrückt werden konnte.
Bereits vorher wurde entschieden an die og. Firma keine Dividenden mehr auszuschütten und das entsandte Aufsichtsratsmitglied wurde abberufen.
Im März 2024 meldete Deripaska der Strabag-Gruppe die Übertragung seiner Anteile an die russische Gesellschaft Iliadis.
Deripaskas Gruppe baute mehrere olympische Anlagen für die Winterspiele 2014 in Sotschi, unter anderem das olympische Küstendorf, den Imeretinsky Seehafen, Doubler des Kurortny Prospekts in Sotschi und renovierte den Sotschi International Airport. Die Gesamtinvestitionen betrugen über 1,4 Milliarden USD.

## Vermögen
Laut der Forbes-Liste der reichsten Unternehmer schätzte das Forbes Magazin 2008 das Vermögen von Oleg Deripaska auf 28 Milliarden US-Dollar, was ihn zum neuntreichsten Mann der Welt machte. Im Jahr 2009 fiel Deripaska auf den Rang 164 zurück, worauf Forbes kommentierte: „[Er] hält den kollabierenden Märkten und den hohen Schulden möglicherweise nicht stand“. 2010 erlaubte es ihm jedoch sein geschätztes Vermögen von 10,7 Milliarden US-Dollar auf Platz 57 der Milliardärsliste zu klettern. Laut Forbes löste er die Geschäftsführer seiner zwei größten Unternehmen ab und verhandelte persönlich mit der russischen Regierung, Banken und anderen Gläubigern über die Restrukturierung seiner Darlehensverbindlichkeiten. Deripaska selbst sagte 2007 angeblich immer wieder, dass das geschätzte Vermögen übertrieben sei, dass es nicht seine gesamten Schulden mit einbeziehen würde und dass er weit unter den ersten zehn Milliardären Russlands gelistet sein sollte.
2010 schätzte Forbes das Vermögen von Deripaska auf 10,7 Mrd. 2015 – auf 3,5 Mrd., 2017 – auf 5,1 Mrd. und 2019 – auf 3,7 Mrd. US-Dollar.
Im Jahr 2005 kaufte Deripaska die Lieblingsdatscha des früheren sowjetischen Diktators Josef Stalin am Cholodnaja-Retschka-Fluss in Abchasien.
In unmittelbarer Nähe zahlreicher diplomatischer Vertretungen am Londoner Belgrave Square Nr. 5 besitzt er ein Anwesen im Wert von etwa 50 Millionen Pfund Sterling. Als Reaktion auf den Russischen Überfall auf die Ukraine 2022 wurde es am 14. März 2022 von Aktivisten besetzt, mit der Begründung, das Gebäude biete Platz für 200 Personen und solle für die Unterbringung ukrainischer Kriegsflüchtlinge genutzt werden. Nach sieben Stunden drang die Polizei ins Gebäude ein und entfernte vier Besetzer. Deripaska bestritt, selbst Eigentümer der Immobilie zu sein. Sie gehöre einem Mitglied seiner Familie.
Ihm gehören mehrere Luxusyachten, darunter die Clio im Wert von etwa 65 Millionen US-Dollar. Diese ließ er – dem Beispiel anderer russischer Oligarchen folgend – Anfang März 2022 zu den Malediven bringen, um sie den Sanktionen im Zusammenhang mit dem Ukrainekrieg zu entziehen.

## Globale Aktivitäten
2004 wurde Deripaska vom russischen Präsidenten damit beauftragt, das Land im APEC-Beirat für Wirtschaftsangelegenheiten (englisch: APEC Business Advisory Council, kurz ABAC) zu vertreten. Seit 2007 hatte er die Position des Präsidenten von ABAC Russia inne. Deripaska ist Vizepräsident des Russischen Industriellen- und Unternehmerverbands, Vorstandsvorsitzender des Russischen Nationalkomitees der internationalen Handelskammer und Mitglied des Verbands für Unternehmergeist und Wettbewerbsfähigkeit, einer Agentur der russischen Regierung.
Er sitzt im Kuratorium des Bolschoi-Theaters, der School of Business Administration, der School of Public Administration, der School of Economics an der Staatlichen Universität Moskau und der School of Business Administration an der Staatlichen Universität St. Petersburg. Deripaska ist Mitbegründer der „National Science Support Foundation“ und des „National Medicine Fund“. 1999 wurde er für die Entwicklung des Wirtschaftspotenzials Russlands mit dem Orden der Freundschaft ausgezeichnet, einer staatlichen Auszeichnung der Russischen Föderation. In den Jahren 1999, 2006 und 2007 wurde er von Wedomosti, einer führenden Wirtschaftszeitung, die in Zusammenarbeit mit The Wall Street Journal und Financial Times herausgebracht wird, zum Geschäftsmann des Jahres ernannt.
Deripaska setzt sich aktiv dafür ein, den globalen Ausstoß von CO2 zu verringern und ruft dazu auf, einen Durchsetzungsmechanismus zu schaffen, mit Konsequenzen für alle Staaten, die ihre CO2-intensiven Emissionen, wie z. B. von Kohlekraftwerken, nicht reduzieren. „Alle sind dafür; wir sollten nur mehr oder weniger faire Regelungen haben. Es sollte keine Möglichkeiten geben, das System auszuhebeln. Die Leute sollten nichts akzeptieren, das zu einem weiteren Kyoto-Protokoll führt, das nur schöne Aussagen hervorbringt“, sagte er in einem Interview mit der Financial Times.
Ab 2007, als RUSAL strategischer Partner des World Economic Forum (WEF) wurde, war er ständiger Teilnehmer an den Treffen des Forums.
Deripaska baute in Österreich eine russisch-orthodoxe Kirche zu Ehren seines Großvaters, der während der letzten Kampfhandlungen des Zweiten Weltkrieges bei Laa an der Thaya gefallen ist und auf dem dortigen russischen Soldatenfriedhof begraben liegt. Die Kirche wurde am 30. September 2018, unter der Anwesenheit von Deripaska, geweiht und ihrer Bestimmung übergeben. Sie ist eine 1:2-Kopie der Mariä-Schutz-und-Fürbitte-Kirche an der Nerl. Aus Respekt gegenüber der einheimischen Bevölkerung wird der Bau den Kirchturm der Friedhofskapelle nicht überragen. Als Baumaterial wird russischer Sandstein verwendet.

## Stiftung und soziales Engagement
1998 gründete Deripaska Wolnoje delo, Russlands größte private Wohltätigkeitsstiftung. Die Stiftung unterstützt über 400 Initiativen in ganz Russland für Bildung und Wissenschaft, zur Bewahrung des spirituellen und kulturellen nationalen Erbes und zur Verbesserung der Standards in der öffentlichen Gesundheit. Sie hilft Kindern, alten Menschen, talentierten Jugendlichen, Lehrern, herausragenden Wissenschaftlern und anderen Teilnehmern des Programms. Seit 1998 investierte Oleg Deripaska mehr als 10,6 Milliarden Rubel in mehr als 500 Wohltätigkeitsprogramme in 50 russischen Regionen.
Deripaskas Wolnoje delo hat seit 2004 die Forschungsaktivitäten in der antiken Stadt Phanagoria unterstützt. Über die letzten 10 Jahre wurden mehr als 10 Millionen US-Dollar der Phanagoria-Feldforschung zugeteilt. Heute ist Phanagoria eine der am besten ausgestatteten archäologischen Expeditionen Russlands und besitzt ein eigenes wissenschaftliches und kulturelles Zentrum, modernste Geräte und Technologie für Ausgrabungen über Tage oder unter Wasser, und ein großes Team an Spezialisten, das am Ausgrabungsprozess beteiligt ist.
Deripaska ist ein großer Hundeliebhaber. Im Februar 2014 finanzierte er den Bau von behelfsmäßigen Zwingern für streunende Hunde, die von den Bauarbeitern zurückgelassen wurden, nachdem ihre Arbeit am olympischen Dorf Sotschi abgeschlossen war. Beamte haben ein Unternehmen damit beauftragt, die Tiere auszumerzen, da die über 2.000 Streuner ein Risiko von Tollwut darstellten. Eine große Anzahl dieser Hunde wurde gerettet oder über das von Deripaska gegründete, weltweite Adoptionsprogramm vermittelt.
Im gleichen Jahr startete Wolnoje delo ein Programm zur frühzeitigen Berufsorientierung von Schülern und die Ausbildung JuniorSkills. Die erste Meisterschaft in beruflichen Fähigkeiten, JuniorSkills Hi-Tech, fand 2004 in Jekaterinburg, als Teil des landesweiten branchenübergreifenden Wettbewerbs in Hi-Tech-Berufen, WorldSkills, statt.
Deripaska unterstützt Russlands Bolschoi-Theater mit der Finanzierung von Ballettaufführungen wie Flames of Paris, La Sylphide, Paquita und den Opern Die Legende von der unsichtbaren Stadt Kitesch und von der Jungfrau Fewronija, Carmen und Wozzeck.

## Korruptionsvorwürfe undRybka-Affäre
Anfang 2018 kam es in Russland zu einem politischen Skandal, nachdem Alexei Nawalny und sein Fonds zur Bekämpfung der Korruption (FBK) am 8. Februar das Video Jachten, Oligarchen und Mädchen: Männerjägerin entlarvt korrupten Beamten veröffentlicht haben, in dem durch Instagram-Posts der belarussischen Prostituierten Anastasia Waschukewitsch, auch unter dem Pseudonym Nastja Rybka bekannt, die enge Beziehung zwischen dem russischen Oligarchen Oleg Deripaska und dem Mitglied der russischen Regierung Sergei Prichodko nachgewiesen wird. Die russischen Medien bezeichneten diesen Skandal in Bezugnahme auf die Watergate-Affäre als „Rybka-Gate“.

### Ausrufung der „Sexjagd“ auf Nawalny
Die Untersuchung durch Nawalny und sein Team wurde angestoßen durch zwei Videos auf Instagram (vom 17. September 2017) und YouTube (vom 22. September 2017), in denen junge Frauen, darunter Nastja Rybka, eine „Sexjagd“ auf Nawalny ausrufen, weil er angeblich eine „blutige Revolution“ in Russland plane.
Parallel zur Veröffentlichung der Videos stürmten mehrere leicht bekleidete junge Damen in Latex die Räumlichkeiten des FBK in Moskau und belästigten die Angestellten. Die ganze Aktion wurde von Journalisten von LifeNews (heute: Life bzw. Лайф), die angeblich rein zufällig mit ihrer Kamera vor Ort waren, gefilmt. Es stellte sich heraus, dass die jungen Frauen und Nastja Rybka zu einer Art Sex-Sekte des belarussischen Gurus und „Sextrainers“ Alex Leslie (mit bürgerlichem Namen Alexandr Kirillow) gehören. Zielobjekte der Leslie-Anhängerinnen sind einflussreiche Männer. Und tatsächlich gelang es Nastja Rybka 2016, mit dem russischen Oligarchen Oleg Deripaska anzubandeln. Zum Beweis ihrer Affäre veröffentlichte sie zahlreiche Fotos auf ihrem Instagram-Konto, auf denen sie mit Deripaska zu sehen ist. Darüber berichteten im Vorfeld des Skandals verschiedene russische Boulevard-Blätter, vor allem deshalb, weil Deripaska zu diesem Zeitpunkt noch verheiratet war.

### Deripaska und Prichodko auf der JachtElden
Weil also die jungen Frauen durch Videobotschaften und Stürmung des FBK-Sitzes in Moskau Alexei Nawalny auf sich aufmerksam gemacht hatten, stießen seine Mitarbeiter recht schnell bei der Durchsicht des Instagram-Kontos von Nastja Rybka auf ein Video, in dem Deripaska auf einer Jacht mit einem anderen Mann zu sehen ist (Nastja und 6 weitere Frauen aus der Sekte Leslies waren dorthin ebenfalls eingeladen worden). Dazu hört man ein Gespräch zwischen Deripaska und Nastja, in dem der Oligarch erklärt, dass der Grund für die schlechten Beziehungen zwischen USA und Russland keine andere sei als Victoria Nuland, eine Freundin von Sergei Eduardowitsch. Denn sie habe in jungen Jahren mehrere Monate auf einem Walfänger verbracht und könne seit dieser Zeit Russland nicht ausstehen.
Nawalny und sein Team stellten fest, dass der Mann, den man im Video auf der Jacht neben Deripaska sieht, und der Mann, der im Gespräch zwischen Nastja und Deripaska erwähnt wird, ein und dieselbe Person ist, nämlich Sergei Eduardowitsch Prichodko, stellvertretender Regierungsvorsitzender der Russischen Föderation, der sich ebenfalls auf der Jacht befand. Prichodko ist Experte für Außenpolitik und einer der einflussreichsten Politiker in diesem Bereich.
Darüber hinaus stellte der FBK fest, dass Nastja Rybka ein Buch veröffentlichte – Tagebuch über die Verführung eines Milliardärs, oder ein Klon für den Oligarchen (russ.: Дневник по соблазнению Миллиардера, или Клон для олигарха) –, in dem sie minutiös beschreibt, was auf der Jacht passiert ist. Mit Hilfe des Buchs, der Instagram-Fotos, von Tracking-Diensten für Schiffsbewegungen und norwegischen Pressemeldungen fand der FBK heraus, dass die Jacht Elden heißt, Deripaska gehört und Anfang August 2016 drei Tage in norwegischen Gewässern unterwegs war.
Der FBK stellte außerdem fest, dass es auf der Schiffsroute bzw. in der Nähe des Ankerplatzes der Jacht nur einen kleinen norwegischen Flughafen gibt, auf dem am 5. August lediglich zwei Flugzeuge landeten. Und beide Maschinen (M-UGIC und M-ALAY 5) gehörten Deripaska. Ein Flugzeug flog von Montenegro, wo Deripaska eine Villa und ein Unternehmen besitzt, nach Norwegen und das andere von Moskau. Dass es sich hier um einen Korruptionsskandal handelt, war für Nawalny und seinen Antikorruptionsfonds eindeutig: Ein russischer Oligarch fährt auf seiner Jacht mit einem hochrangigen Politiker, kommt für alle Kosten dieser Schifffahrt auf, inklusive der für die Prostituierten. Und mit hoher Wahrscheinlichkeit flog Prichodko mit Deripaskas Jet von Moskau nach Norwegen. Dieser Umstand ließ sich aber nicht eindeutig beweisen, wie Nawalny zugeben musste.

### Klage des FBK gegen Prichodko
Der Aufenthalt eines Beamten auf der Jacht eines Oligarchen ist ein Verstoß gegen das Gesetz, das einem Staatsdiener verbietet, Geschenke oder Dienstleistungen anzunehmen, und voraussetzt, dass dieser sich moralisch verhält und die Reputation der Staatsbehörde, für die er tätig ist, nicht in Verruf bringt. Und so richtete sich der FBK an das Direktorat des Präsidenten der Russischen Föderation, Abteilung Korruptionsbekämpfung, an die Regierung, das Innenministerium, FSB, den Untersuchungsausschuss (russ. Следственный комитет) und die Staatsanwaltschaft mit der Forderung, die Angelegenheit zu untersuchen und Prichodko von seinem Posten zu entbinden. Die Anschuldigungen des FBK gegen Prichodko lauteten „illegaler Erhalt von Dienstleistungen vermögensrechtlicher, … touristischer und anderer Arten“.
Ein weiterer belastender Umstand aus der Sicht des FBK sind die verschiedenen Immobilien von Prichodko (eine Datscha im Kooperativ „Sosny“ und zwei Wohnungen im Zentrum Moskaus), die auf mindestens 780 Millionen Rubel geschätzt werden. Dem Beispiel zahlreicher anderer russischer Politiker folgend führt Prichodko dieses immens große Vermögen auf die Einnahmen seiner Ehefrau zurück, die allerdings kein eigenes Unternehmen und auch sonst keinerlei Einnahmequellen hat. Nawalny schließt daraus, dass Prichodko sich die Immobilien nur dank der Bestechungsgelder des Oligarchen Deripaska finanzieren konnte.

### Deripaska als Bindeglied zwischen Kreml und Washington
Einige Monate vor dieser Affäre berichtete die US-amerikanische Presse über Bestechungsgelder, die Deripaska angeblich an Paul Manafort, den Wahlkampfmanager von Donald Trump zahlte. Im Gegenzug bot ihm Manafort private Briefings über den Gang der Wahlkampagne an. Für die Presse war diese Episode ein Beweis dafür, dass sich Russland in die amerikanischen Wahlen einmischte. Die amerikanischen Medien stellten sich die Frage, aus welchem Grund ein russischer Oligarch in privaten Briefings Informationen über den Präsidentschaftswahlkampf in den USA erhalten sollte. Der CNN-Reporter Matthew Chance versuchte von Deripaska erfolglos eine Stellungnahme zu erhalten, ob er die geheime Verbindung zwischen Kreml und Trumps Wahlkampfmanager ist. Den Reportern lagen keine Beweise vor, dass Deripaska Informationen an den Kreml weiterleitete. Doch der gemeinsame, dreitägige Jachturlaub von Deripaska und Prichodko im August 2016 liefert nach Meinung Nawalnys den Beweis, dass der russische Oligarch tatsächlich das Verbindungsglied zwischen Manafort und dem für den Kurs der russischen Außenpolitik verantwortlichen Prichodko ist.
Im US-Wahlkampf 2016 bezahlte Deripaska erwiesenermaßen Paul Manafort für Lobbytätigkeiten.

### Reaktionen
Am 9. Februar 2018, also bereits einen Tag, nachdem das Video Jachten, Oligarchen und Mädchen veröffentlicht wurde, verlangte die russische Aufsichtsbehörde Roskomnadzor auf Grundlage des Beschlusses Nr. 2-572/2018 des Bezirksgerichts Ust-Labinsk (also der Stadt, in der Oleg Deripaska aufgewachsen ist) von den Medien, die über die Untersuchung des FBK berichtet hatten (hier konkret das Medienunternehmen Mediazona), das verlinkte Video und alle Fotos von ihrer Website zu entfernen. Als Begründung wurde angeführt: Das Video „benutzt private Fotos und Videoaufnahmen mit Darstellungen sowie weitere private Informationen ohne direkte oder indirekte Erlaubnis des Bürgers, die gegen das Recht am eigenen Bild, das Recht auf Datenschutz von personenbezogenen Daten und auf Schutz der Privatsphäre verstoßen“. Mediazona wurde über die eingereichte Klage oder die anberaumte Sitzung des Gerichts vorher nicht in Kenntnis gesetzt. Roskomnadzor teilte mit, dass die Internetadresse, unter der die Nachricht verbreitet wurde, in ihr Register als eine verbotene Informationen enthaltende Adresse aufgenommen worden sei. Nach Angaben von Wedomosti erhält Ust-Labinsk die Hälfte aller dem Gebiet Krasnodar zustehenden Steuerabgaben des Milliardärs Deripaska.
Am 10. Februar stellte sich dann heraus, dass das Bezirksgericht Ust-Labinsk nicht nur Fotos innerhalb der Pressemeldungen verboten hat, sondern auch das auf YouTube publizierte Video und den dazugehörigen Text in Nawalnys Blog.
Oleg Deripaska fühlte sich durch die veröffentlichte Untersuchung des FBK in seiner Ehre verletzt und kommentierte ebenfalls am 9. Februar diese Angelegenheit über Instagram: „In den sozialen Netzwerken und Massenmedien wurden falsche Anschuldigungen über angeblich von mir begangene, illegale Aktivitäten verbreitet. Diese Behauptungen haben keinen Bezug zur Realität, sind ein Produkt der Phantasie einer Personengruppe und eine der Folgen einer geplanten, rufschädigenden Kampagne. Ich möchte die Massenmedien davor warnen, die vorliegenden falschen Anschuldigungen zu verbreiten. Ich habe vor, hart gegen alle Versuche zur Erschaffung und Verbreitung falscher Informationsströme vorzugehen, indem ich alle juristischen Möglichkeiten ausnutze. Ich werde meine Ehre und Würde auf dem Rechtsweg verteidigen.“ Alexei Nawalny fragte innerhalb der Kommentare unter dem Instagram-Post, was genau Deripaska als falsche Anschuldigungen betrachtet. Wenn der Unternehmer die Falschheit der Anschuldigungen nachweisen könne, werde Nawalny diese mit Freude widerrufen. Im Anschluss schaltete der Oligarch die Kommentarfunktion aus.
Der Kreml-Pressesprecher Dmitrij Peskow lehnte es ab, die Behauptung des FBK über das auf der Jacht stattgefundene Treffen zwischen Vizepremierminister Sergei Prichodko und Oleg Deripaska zu kommentieren.
Am 15. Februar begann Roskomnadzor als einstweilige Maßnahme damit, den kompletten Blog von Alexei Nawalny zu sperren, ohne eine Gerichtsentscheidung und ohne Nawalny zuvor darüber zu informieren.

### Juristische Folgen für Nastja Rybka
Am 25. Februar 2018, also 17 Tage nach der Veröffentlichung der Rybka-Affäre auf YouTube durch Nawalny, wurde Nastja Rybka zusammen mit Alex Leslie und 8 weiteren Personen wegen der Durchführung eines illegalen Sextrainings in Thailand verhaftet. Das Gericht in Thailand erklärte am 15. Januar 2019 Nastja Rybka und ihre Kollegen der Durchführung des Sextrainings für schuldig und verurteilte sie zu neun Monaten Haft. Da sie diese Dauer durch die Untersuchungshaft bereits verbüßt hatten, wurden sie am 17. Januar des Landes verwiesen.
Während ihrer Rückreise nach Belarus wurde Nastja bei der Zwischenlandung am Flughafen Moskau-Scheremetjewo verhaftet. Die Anklage lautete auf Verleitung zur Prostitution nach Art. 240, Absatz 2 des StGB der Russischen Föderation. Eine Verurteilung würde eine Haftstrafe von sechs Jahren nach sich ziehen. Bei der Gerichtsverhandlung am 19. Januar beschloss ein Moskauer Bezirksgericht, die vorläufige Festnahme um 3 Tage zu verlängern und die Urteilsfindung auf den 22. Januar zu verschieben. Hierbei hat sich Nastja bei Deripaska entschuldigt. Alex Leslie teilte seinerseits mit, dass ihre strafrechtliche Verfolgung von Nawalny und der Verwaltung von Donald Trump veranlasst wurde. Am 22. Januar wurden die Angeklagten gegen Auflagen aus der Haft entlassen.
Darüber hinaus reichte Deripaska beim Bezirksgericht Ust-Labinsk eine Klage gegen Nastja Rybka ein mit der Forderung, die ihn belastenden Instagram-Fotos von ihrem Konto zu entfernen. Das Gericht hat seiner Forderung stattgegeben und die Materialien wurden entfernt. Zusätzlich verurteilte das Gericht Nastja und Leslie zur Zahlung von jeweils 500.000 Rubel Schadenersatz an Deripaska.

### Anonyme Audiodateien
Im Laufe des Jahres 2018 bekam Alexei Nawalny von einer anonymen Person Audiodateien, die von dieser gleichzeitig auf YouTube veröffentlicht wurden. Es soll sich angeblich um vom Geheimdienst aufgezeichnete Telefongespräche handeln, welche wohl im Jahr 2018 vom Büro von Oleg Deripaska geführt worden waren. Zunächst hatte Nawalny diese Dateien nicht weiter beachtet, weil sie für ihn nicht verifizierbar waren. Doch dann bestätigte Deripaska selbst die Echtheit der Audioaufnahmen, indem er beim Gericht von Ust-Labinsk eine Klage mit der Forderung einreichte, diese Aufzeichnungen, die bereits seit mehreren Monaten von der Öffentlichkeit unbeachtet auf YouTube zu hören waren, zu blockieren. Die Begründung lautete: Die Veröffentlichung der Aufzeichnungen und der darin enthaltenen Informationen verstoße gegen sein Recht auf Geheimhaltung von Telefongesprächen und die Unantastbarkeit des Privatlebens.
Die Nachforschungen zu diesen Audioaufzeichnungen bis Januar 2019 lieferten dem FBK weitere Erkenntnisse in der Rybka-Affäre.

#### Audiodatei 1
Hierbei handelt es sich um ein Telefongespräch zwischen einer Festnetznummer in Moskau und einer Mobilfunknummer in Großbritannien.
An diesem Telefonat nehmen per Konferenzschaltung drei Personen teil: Tatjana Monaghan, die sich namentlich vorstellt, ein unbekannter Mann namens Georgij und der britische Anwalt William (Nachname möglicherweise Tsang). Georgij berichtet dem Juristen William von den Umständen der Verhaftung von Nastja Rybka und ihrer Sextrainer-Kollegen in Thailand. Er fragt an, welche Strafe im beschriebenen Fall verhängt werden könnte. Der Anwalt wiederholt mehrfach, dass Rybka und Kollegen aus Thailand abgeschoben werden und eine Geldstrafe erhalten. Wenn keine Drogen im Spiel seien, werde es keine radikalen juristischen Maßnahmen geben. Diese Antwort ist Georgij nicht genehm, denn er sagt: „Wir sind sehr daran interessiert, dass diese Menschen im Gefängnis verbleiben, und das Gericht sie später zu einer angemessenen Haftstrafe, … entsprechend der thailändischen Gesetze, verurteilt.“
Tatjana Walerianowna Monaghan arbeitete in den 1990er Jahren als Beraterin für das Weltwirtschaftsforum (Abteilung Russland), welches für Wirtschaftsexperten, Politiker und gesellschaftliche Akteure alljährliche Treffen in Davos durchführt, um über wirtschafts-, sozial-, gesundheits- und umweltpolitische Fragen zu diskutieren. Sie war auch beim Staatsrat der Russischen Föderation Mitglied einer Arbeitsgruppe, die sich mit dem Eintritt Russlands in die Welthandelsorganisation beschäftigte. Seit 2000 ist Monaghan Generalsekretärin der Internationalen Handelskammer (kurz ICC) in Russland. Monaghan betätigt sich also auf dem internationalen politischen Feld und diskutiert in verschiedenen Foren und Arbeitsgruppen Fragen von globaler Bedeutung. Nawalny und sein Team finden den Grund heraus, aus dem Monaghan es für nötig befunden hat, sich in der Rybka-Affäre für den Oligarchen Deripaska einzusetzen: Die Niederlassung der Internationalen Handelskammer in Russland (ICC Russia), bei der Monaghan als Generalsekretärin fungiert, wurde im Jahr 2000 faktisch von Derpaska gegründet. Zudem seien, laut Nawalny, die Telefonnummer, die auf der Website der ICC Russia mit Sitz in Moskau angegeben ist, und die Telefonnummer von Rusal, dessen Kontrollmehrheit bei Deripaskas Holding En+ liegt, angeblich identisch: +7(495) 720-50-80. Jedenfalls deutet die Festnetznummer +7(495) 720-50-17, von der aus das besagte Telefongespräch geführt wird, darauf hin, dass das Telefonat mit dem Anwalt William vom Sitz der ICC Russia in Moskau aus geführt wurde.
Des Weiteren findet der FBK durch den Vergleich der markanten Stimme des unbekannten Georgij mit dem Sprecher in einem UNIWEB-Werbevideo heraus, dass es sich bei dieser Person um Georgij Oganow handelt, dem ehemaligen Pressereferenten der Russischen Botschaft in den USA, heute Stellvertretender Generaldirektor für internationale Beziehungen und Öffentlichkeitsarbeit des Konzerns Basic Element Ltd. und Berater des Aufsichtsratsvorsitzenden Oleg Deripaska, zudem Stellvertreter des russischen Repräsentanten bei der Asiatisch-Pazifischen Wirtschaftsgemeinschaft.
Sowohl Tatjana Monaghan als auch Georgij Oganow sind Angestellte und Handlanger von Oleg Deripaska. Die Audiodatei 1 beweise somit, laut Nawalny, dass Juristen und Helfer von Deripaska alles nach Kräften versucht haben, Nastja Rybka und ihre Kollegen möglichst lange im thailändischen Gefängnis zu belassen.

#### Audiodatei 2
Das zweite Telefongespräch findet zwischen einer Festnetznummer in Moskau und einem Telefonanschluss auf den Malediven statt.
Hier hört man ein kurzes Gespräch zwischen Oleg Deripaska, den man bei Vergleich mit anderen Aufnahmen eindeutig an seiner tiefen Stimme erkennt, und Jewgenij Anatoljewitsch Agarkow, so von Deripaskas Sekretärinnen genannt. Deripaska fragt den Angerufenen, ob dieser die Dienste der „belarussischen Maus“ in Anspruch genommen habe. Agarkow verneint dies. Er habe weder auf dem „Boot“ noch anderswo etwas mit ihr gehabt. Deripaska glaubt ihm nicht und wirft ihm vor, der „Maus“ seine, also Deripaskas, Privatnummer weitergeleitet, im alkoholisierten Zustand irgendwelche Dinge von sich gegeben zu haben, so dass die „Maus“ den Inhalt nun veröffentlicht.
Der FBK stellt fest, dass auf Agarkows Namen unzählige Vermögenswerte von Deripaska, darunter die Versicherungsgesellschaft Ingosstrach und eine Agrargesellschaft in Ust-Labinsk, laufen. Zudem taucht Jewgenij Agarkow unter dem Pseudonym Witja in Nastjas Buch auf, so die Theorie des FBK. Aus dem Buchinhalt – es wird beschrieben, dass Witja Alkoholprobleme hat, dass er tatsächlich mit Nastja „Zeit verbringen wollte“, dass er ihr Deripaskas Zeitpläne und Aufenthaltsorte verraten habe, so dass Nastja Rybka mit Leichtigkeit dem Oligarchen nachjagen konnte – und des während des Telefonats erwähnten „Bootes“ schließen Nawalny und seine Mitarbeiter, Agarkow sei zusammen mit Deripaska, Prichodko, Nastja Rybka und weiteren sechs Prostituierten auch auf der Jacht in Norwegen gewesen. Nawalny bekräftigt dieses Argument mit der Tatsache, dass die Jacht Elden bis vor kurzem einer Briefkastenfirma gehört habe, die noch immer von Agarkow geleitet wird.
Der Inhalt des zweiten Telefongesprächs bestätigt ein weiteres Mal, dass der Kurzurlaub des Oligarchen und des Politikers Prichodko mit Prostituierten stattgefunden hat und die im Buch von Nastja Rybka beschriebenen Ereignisse auf der Jacht der Wahrheit entsprechen.

#### Nawalnys Schlussfolgerungen
Der Rechtsanwalt und Antikorruptionsaktivist Alexei Nawalny gelangt durch die Analyse der beiden Audiodateien zu der Überzeugung, dass der russische Aluminiummagnat Deripaska im Gefolge der aufgedeckten Rybka-Affäre die Verhaftungen von Nastja Rybka sowie ihren möglichst langen Verbleib im thailändischen Gefängnis veranlasst habe. Die Verhaftung in Thailand sei eine Absurdität. Es gebe keinen einzigen Grund, warum in einem Land, das auf der ganzen Welt für seine Sexindustrie berühmt ist, eine Gruppe von Ausländern wegen der Durchführung eines Sextrainings für ein Jahr ins Gefängnis wandert. Die Verhaftung von Nastja Rybka und Alex Leslie in Russland aufgrund von Prostitutionsausübung sei eine noch größere Absurdität, denn die Anklägerin sei Sascha Trawka, diejenige Dame, die in Latexkleidung den FBK-Sitz gestürmt und zusammen mit Nastja Rybka die Sexjagd auf Nawalny ausgerufen habe. Nach Meinung Nawalnys müsse Oleg Deripaska persönlich wegen Zuhälterei angeklagt werden. Er sei derjenige, der junge Frauen, darunter auch Minderjährige, über „Castings“ auswählt, auf seine Datschas und Jachten bringt, sie für Sex mit seinen Freunden, darunter auch Prichodko, bezahlt. Im Interesse und in Kenntnis von Deripaska sei von seinen Untergebenen ein ganzes Netz zur Zustellung von Prostituierten organisiert worden, das vom russischen Oligarchen selbst auch aktiv genutzt werde. Dies werde der FBK bei den russischen Behörden zur Anzeige bringen. Belege für diese Anschuldigungen hat Nawalny allerdings (noch) nicht öffentlich gemacht.

## Einflussnahme für die Regierung Wladimir Putins
Experten galt Deripaska als einer der wenigen verbliebenen Oligarchen aus der Jelzin-Ära, denen Präsident Wladimir Putin und seine Regierung mit Misstrauen begegnen würde, weshalb die Regierung Rusal früher oder später verstaatlichen werde.
Nach Einschätzung von Janis Kluge von der Stiftung Wissenschaft und Politik vom März 2022 sei Deripaska jedoch ein „integraler Bestandteil des Systems Putin“. Der deutsche Bundestagsabgeordnete Sebastian Fiedler (SPD) gab im März 2022 an, Deripaska habe den russischen Staatskapitalismus gestützt und von ihm profitiert.
Die Investigativjournalistin Catherine Belton gab im Juli 2022 an:

„Deripaska war stets bestrebt, dem Kreml seinen patriotischen Wert zu demonstrieren. Das Geheimdienstkomitee des US-Senats etwa zeigte auf, wie er mit dem Kreml zusammengearbeitet hat, um die Regierung in Montenegro zu stürzen, die pro NATO eingestellt war. Auch in Guinea und anderen Ländern hat er die Interessen des Kremls unterstützt.“

### In Großbritannien
The Guardian bezeichnete Deripaska als „Putins Liebling mit starken Verbindungen in die britische Politik“ und verwies auf die Kontakte zu Politikern wie Peter Mandelson, den er während dessen Amtszeit als britischer Wirtschaftsminister auf seiner Yacht Queen K vor Korfu bewirtet hatte, und George Osborne, der ebenfalls nach Korfu gereist war und seinerseits Andrew Feldman, einen Finanzier der Conservative Party, mit Deripaska auf dessen Yacht bekannt machte. Dabei sollen Pläne diskutiert worden sein, der Partei Spenden über britische Firmen Deripaskas zukommen zu lassen und dadurch gesetzliche Regelungen der Parteienfinanzierung zu umgehen. Deripaska soll an den konservativen Politiker Gregory Barker 4 Millionen US-Dollar gezahlt haben für dessen Hilfe, den En+-Konzern von einer Sanktionsliste entfernen zu lassen. Barker, britischer Energieminister in der Regierung Cameron, habe vorher als Vorstandsmitglied des später im Gazprom-Konzern aufgegangenen Unternehmens Sibneft gedient. 2015 wurde Barker als Life Peer in den Adelsstand erhoben und Mitglied des House of Lords. 2019 wurde er vom britischen Parlament beurlaubt, um Vorsitzender der En+-Gruppe zu werden.

### In den Vereinigten Staaten
2017 berichtete Associated Press über eine seit 2005 bestehende Verbindung Deripaskas zu dem Lobbyisten und Politikberater Paul Manafort, der spätere Wahlkampfmanager Donald Trumps. Deripaska habe Manafort engagiert gehabt und daraufhin, nachdem Wiktor Janukowytsch im Zuge der Orangenen Revolution dem Oppositionskandidaten Juschtschenko unterlag, auch die Beratung des ersteren übernommen, laut Angaben von Journalisten im Auftrag des Kremls. Dem Bericht zufolge habe Manafort einen vertraulichen Strategieplan vorgeschlagen, um das politische und geschäftliche Klima sowie die Berichterstattung in den USA verdeckt zugunsten der Regierung Wladimir Putins zu beeinflussen. Es sei ein ab 2006 wirksamer Vertrag mit einem jährlichen Volumen von 10 Millionen US-Dollar unterzeichnet worden. Die Geschäftsbeziehung Manaforts zu Deripaska habe bis mindestens 2009 bestanden. Manafort soll Deripaska Informationen über Einzelheiten von Donald Trumps Präsidentschaftswahlkampf 2015/16 übermittelt haben. Zu diesem Zeitpunkt habe er Schulden bei Deripaska gehabt. Es sei unklar geblieben, ob Manafort aus eigenem Antrieb gehandelt habe, um sich die Gunst seines Gläubigers zu sichern.
Ein Ausschuss des US-Senats bezeichnete Deripaskas Firmen als „Erfüllungsgehilfen des Kreml“ zur Beeinflussung der Regierung, für wirtschaftliche Maßnahmen und diplomatische Beziehungen.

## Sanktionen nach der Krimannexion
Am 6. April 2018 verhängten die Vereinigten Staaten umfassende Wirtschaftssanktionen gegen Deripaska und acht von ihm kontrollierte Unternehmen. Seine Vermögenswerte wurden eingefroren und US-Bürgern wurden jegliche Geschäfte mit ihm untersagt. Selbst Nicht-US-Bürgern und Unternehmen drohen bei der Weiterführung von Geschäftskontakten ebenfalls Sanktionen. Als Begründung nannte US-Finanzminister Steven Mnuchin die mutmaßliche Einmischung Russlands in den US-Präsidentschaftswahlkampf 2016 und „feindselige Aktivitäten“ (malign activity) wie die Annexion der Halbinsel Krim, die Unterstützung des syrischen Präsidenten Baschar al-Assad, die mögliche Beeinflussung westlicher Demokratien, sowie die Förderung von Cyberkriminalität. Deripaska sei in vielfältiger Weise mit dem russischen Staat verbunden und für diesen wirtschaftlich und politisch aktiv. Ferner wurde Deripaska beschuldigt, das Leben von Geschäftsrivalen bedroht, Regierungsstellen illegal abgehört und sich an Erpressung und organisierter Kriminalität beteiligt zu haben.
Diesmal schlossen sich die Europäer den Sanktionen nicht an. Gleichzeitig sah sich die US-Regierung mit der Möglichkeit konfrontiert, dass Präsident Wladimir Putin Deripaskas Unternehmen verstaatlichen und unter die Kontrolle loyaler Personen stellen könnte. Mnuchin erklärte, es sei nicht das Ziel gewesen, Rusal vom Weltmarkt zu vertreiben und: „die US-Regierung zielt nicht auf die hart arbeitenden Menschen, die von Rusal abhängig sind.“
Auf dem Weltmarkt stiegen die Aluminiumpreise rasant, was länderübergreifend Alarmrufe aus der Industrie auslöste, mit dem Preisanstieg hätten in den USA und Europa Probleme in der Lieferkette gedroht. Der multinationale Bergbaukonzern Rio Tinto Group und der US-Flugzeughersteller Boeing bedrängten das US-Finanzministerium, die Sanktionen zu lockern. Nach 17 Tagen wurden die Sanktionen rasch wieder gemildert, die US-Verwaltung gab am 23. April Rusal-Kunden sechs Monate statt 30 Tagen Zeit, ihre Geschäftsbeziehungen mit Rusal zu beenden.
Deripaska räumte den Verwaltungsrat bei Rusal und wurde zum Abverkauf gezwungen. Einem Bericht der Financial Times zufolge beauftragte Deripaska die französisch-britische Investmentbank Rothschild & Co, Käufer für ein Aktienpaket von En+ zu finden. Dann wurde angedeutet, die Sanktionen gegen Rusal könnten ganz ausgesetzt werden, falls Deripaska auf die Kontrolle seiner Unternehmen verzichtet.
Im Dezember 2018 informierte das US-Finanzministerium den US-Kongress, dass OFAC die Sanktionen gegen die Firmen En+, Rusal und JSC EuroSibEnergo (ESE) aufheben werde; Deripaska selbst hingegen bleibe weiterhin auf der SDN-Liste und seine Vermögenswerte bleiben eingefroren.
Im Oktober 2021 kam es in den USA zu erneuten Durchsuchungen von Liegenschaften Deripaskas.

## Sanktionen nach dem russischen Überfall auf die Ukraine
Im Zusammenhang mit dem Überfall Russlands auf die Ukraine ab dem 24. Februar 2022 wurde Deripaska wegen seiner Bedeutung für die russische Rüstungsindustrie und seiner Nähe zu Wladimir Putin auf verschiedenen Sanktionslisten geführt.
Zuvor hatte Deripaska am 21. Februar 2022 geäußert, es werde keinen Krieg gegen die Ukraine geben. Nach dem Beginn des russischen Angriffskriegs war er einer der ersten Großunternehmer, der sich für Friedensverhandlungen aussprach. Angesichts der verhängten Sanktionen gegen Russland verlangte Deripaska Wirtschaftsreformen.
Im April 2022 forderte Rusal als erstes russisches Großunternehmen eine Aufklärung des Massaker von Butscha – von dem die russische Regierung behauptete, dass es inszeniert sei – und distanzierte sich indirekt vom Kreml. Deripaska ist einer der größten Aktionäre.
Im Juni 2022 äußerte Deripaska offene Kritik am Angriff auf die Ukraine. Er bezeichnete diesen entgegen der Sprachregelung der russischen Regierung als „Krieg“ und als „kolossalen Fehler“. Zudem kritisierte er auch die fehlende Reaktion der russischen Regierung auf die Sanktionen. Diese würden Russland härter treffen als die Staaten, die sie verhängt hätten. Er widersprach damit Wladimir Putins Standpunkt, die Sanktionen würden sich auf Russland kaum auswirken. Seither fordert die regierungstreue Presse in Russland seine Enteignung.
Im September 2022 wurden Ermittlungen US-amerikanischer Behörden gegen Deripaska wegen versuchter Umgehung der Sanktionen bekannt. Er soll im Juni 2022 versucht haben, seine schwangere Freundin Ekaterina Olegovna Voronina in die USA einzuschleusen, damit auch das zweite Kind des Paares dort geboren werde und damit die amerikanische Staatsbürgerschaft erhalte. Schon die Geburt des ersten Kindes in den USA 2020 soll widerrechtlich so arrangiert worden sein. Im Juni 2022 verweigerten die Behörden der Frau die Einreise, nachdem diese falsche Angaben über den Vater des Kindes gemacht hatte.

### Vereinigtes Königreich
Die britische Regierung veröffentlichte am 10. März 2022 eine Liste von sieben Oligarchen, die mit Sanktionen belegt werden. Auf dieser war Deripaska als Anteilseigner von En+ und dadurch UC Rusal und Inhaber eines Multi-Millionen-Portfolios an Vermögenswerten in Großbritannien aufgeführt. Ein Militärexperte bezeichnete Deripaska mit seiner Firma GAZ als „Stütze dieses Krieges“.

### Europäische Union
Am 10. März 2022 wurde durch Recherchen des Politikmagazins Kontraste und der Zeitung Die Zeit bekannt, dass Deripaska von den ebenfalls erlassenen EU-Sanktionen wieder ausgenommen und von der Liste gestrichen wurde. Die Hintergründe dieser Entscheidung waren unklar.
Die Europäische Kommission verwies auf die Vertraulichkeit der Beratungen sowie auf die Erforderlichkeit einer einstimmigen Entscheidung. Dies wird so gewertet, dass mindestens ein EU-Staat Deripaska in Schutz genommen hat. Die österreichische Regierung bestritt, sich für Deripaska eingesetzt zu haben. Die engen wirtschaftlichen Beziehungen Deripaskas zu Österreich hatten zu entsprechenden Spekulationen geführt. Am 8. April 2022 wurde Deripaska dann doch durch die EU auf die Sanktionsliste gesetzt.

### Standpunkt zum Ukrainekrieg und Sanktionen in Russland
Deripaska hat sich wiederholt nicht an die Sprachregelung des Kreml zum Ukraine-Krieg gehalten und soll nach Angaben seines Umfeldes mehrmals von der russischen Regierung verwarnt worden sein. Am 20. Dezember 2022 wurde unter Berufung auf die Financial Times bekannt, dass der Deripaska gehörende Hotelkomplex „Imeretinskiy“ in Sirius bei Sotschi mit dem dazugehörigen Yachthafen von einem russischen Gericht eingezogen wurde. Der Wert der gesamten Anlage wird auf eine Milliarde US-Dollar geschätzt. Zwei Wochen nach Deripaskas Äußerung im Juni 2022, bei dem russischen Vorgehen in der Ukraine handele es sich um einen „Krieg“ und einen „kolossalen Fehler“, hatte ein russischer Staatsbetrieb drei Klagen gegen Deripaskas Firma „RogSibAl“, die Eigentümerin des Hotelkomplexes ist, eingereicht. Der Staatsbetrieb bewirtschaftet Land, das direkt der Russischen Föderation untersteht. Durch die 2020 vorgenommene Umwandlung des betroffenen Landes in Staatseigentum sei Deripaskas Unternehmen effektiv Pächter geworden. Die Enteignung des Hotelkomplexes sei eine Antwort auf sein Verhalten.
Im August 2024 äußerte Deripaska gegenüber der japanischen Zeitung Nikkei Asia offene Kritik an Russlands Krieg gegen die Ukraine. Er bezeichnete den Krieg als „verrückt“ und forderte einen „sofortigen, bedingungslosen Waffenstillstand“. Deripaska hatte als offizieller Vertreter Russlands an einer Wirtschaftskonferenz in Japan teilgenommen.

### Klage auf Gewinne aus Strabag
Im September 2024 klagte Deripaska vor einem Gericht in Kaliningrad die Raiffeisenbank International (RBI) auf Schadenersatz für die Nichtherausgabe von etwa 1,9 Mrd. Euro Gewinnanteilen aus der Strabag, an der ihm über Umwege 24 % gehören.

## Finanzierung von Paramilitärs
Im Januar 2023 berichteten Schweizer Medien unter Berufung auf die Website Gulagu.net und den Menschenrechtsaktivisten Wladimir Osetschkin, dass Deripaska zu den Geldgebern des privaten Sicherheits- und Militärunternehmens Redut-Antiterror gehöre oder gehört habe. Diese Organisation soll in der Ukraine für Russland kämpfen und sei beauftragt worden, in Kiew eine verdeckte Operation zum Sturz der ukrainischen Regierung durchzuführen.

## Privat
Von 2001 bis 2017 war Oleg Deripaska mit Polina Jumaschewa, Tochter von Walentin Jumaschew, dem Schwiegersohn von Boris Jelzin und Stabschef des Präsidialamts der russischen Präsidialverwaltung unter Jelzin sowie späteren Berater von Präsident Wladimir Putin, verheiratet. Das Paar hat einen Sohn und eine Tochter. Eine andere Frau hat Deripaska im August 2020 in den USA und (nach 2. Juli) 2022 zwei weitere leibliche Kinder geboren.
Deripaska praktiziert Yoga, Schwimmen, Reiten und Wandern. Auf seinem Wohnsitz in der Nähe von Moskau soll er im Jahre 2011 sieben Pferde und sechs Hunde gehalten haben.